# Košetice (nový zámek)
Nový košetický zámek stojí na okraji obce Košetice v okrese Pelhřimov, naproti starému zámku. Nedaleko nich stojí kostel svatého Jana Křtitele. Od roku 1963 je zámek chráněn jako kulturní památka.

## Historie
Na místě nového zámku původně stávala fara, kterou nechal ve druhé polovině 20. let 18. století hrabě Josef Jaroslav Věžník přestavět v duchu baroka a připojit k areálu starého zámku. V 19. století prošla klasicistní přestavbou a posléze budova sloužila jako zámeček. Po výstavbě silnice na Buřenici došlo k oddělení nového zámku od starého a majitelé o něj přestali mít zájem. Následně byl často pronajímán, až byl nakonec prodán do soukromého vlastnictví. V soukromých rukách je i v současné době a pro veřejnost je nepřístupný.

## Dostupnost
Zámek je pro turisty dostupný po zelené turistické značce od centra obce a starého zámku, která dále pokračuje směrem na Krasolesí.